# Filmová a televizní fakulta Vysoké školy múzických umění v Bratislavě
Filmová a televizní fakulta Vysoké školy múzických umění (zkratka FTF VŠMU) je jednou z fakult Vysoké školy múzických umění v Bratislavě. Je nejmladší fakultou školy, byla založena rozhodnutím československé federální vlády v roce 1990. Fakulta je nejvyšší výchovně-vzdělávací institucí, která poskytuje komplexní vzdělání v oblasti filmu, televize a audiovizuálních umění. Fakulta sídlí v budově na Svoradově ulici.

## Vznik fakulty
Koncem osmdesátých let 20. století bylo důsledkem nárůstu filmových oborů na Divadelní fakultě nutnost rozšíření VŠMU. Navrženy byly dvě možnosti. Podle první by se fakulta přejmenovala na Fakultu dramatických umění a Katedra filmové a televizní tvorby by se rozdělila na jednotlivé obory podle zaměření, tedy vytvořila nové katedry/ateliéry. Podle druhé možnosti měla vzniknout samostatná fakulta filmového a televizního zaměření. Její otevření bylo plánováno v letech 1990–1995 nebo 1995–2000. Po listopadu 1989 nabrala politická situace v Československu jiný směr a na základě návrhu předsedy studentské rady Pavla Pochylého, profesora Igora Ciela a rektora VŠMU Miloše Jurkoviče schválil tehdejší ministr školství Ladislav Kováč návrh k vytvoření Filmové a televizní fakulty. Její pedagogický sbor zformovali učitelé již zaniklé Katedry filmové tvorby, avšak bylo nutno počet pedagogů zvýšit. Zpočátku na fakultě působil pouze jeden profesor – Igor Ciel. Postupně se zvyšoval i počet habilitačních a inauguračních řízení a přidali se k němu Stanislav Párnický, Július Pašteka, Martin Slivka, Ivan Stadtrucker, Stanislav Szomolányi a Ondrej Šulaj. Fakulta v krátkém čase splnila podmínky pro fungování školy a prvním děkanem byl zvolen Martin Slivka.
Fakulta začínala v roce 1990 se šesti katedrami: katedra režie, katedra scenáristiky a dramaturgie, katedra dokumentární tvorby, katedra kamery, katedra produkce a managementu a katedra filmové vědy. V roce 1993 vznikla katedra animované tvorby (dnes se již katedry nazývají ateliéry) a později ateliér střihu a ateliér zvukové skladby. V roce 2011 z iniciativy Ľudovíta Labíka ateliér vizuálních efektů.

## Akademičtí funkcionáři

### Seznam děkanů
- Děkan FTF VŠMU: prof. Ondrej Šulaj (od října 2014)[2][3]

### Vedení fakulty
- prof. Ondrej Šulaj – děkan
- Mgr. art. Katarína Moláková, ArtD. – proděkanka pro studium a vzdělávání
- prof. Jozef Hardoš, ArtD. – proděkan pro technologie a rozvoj
- Mgr. art. Barbara Harumová Hessová, ArtD. – proděkanka pro zahraničí

## Ateliéry a katedry
- Ateliér scenáristické tvorby
- Ateliér režijní tvorby
- Ateliér dokumentární tvorby
- Ateliér animované tvorby
- Ateliér kameramanské tvorby
- Ateliér střihové skladby
- Ateliér zvukové skladby
- Ateliér vizuálních efektů
- Katedra produkce a distribuce filmového umění a multimédií
- Katedra audiovizuálních studií

Nejznámějšími vedoucími kateder jsou Katarína Mišíková, Martin Šulík nebo Ján Ďuriš.

## Áčko
Od roku 1994 začala Filmová fakulta pořádat festival studentských filmů Áčko. Tehdy to byla možnost pro mimoškolní studenty zhlédnout tvorbu studentských filmů. Dnes má festival jedenáct soutěžních kategorií, Grand Prix, Cenu diváků a uděluje tři zvláštní ocenění. Kromě studentů FTF VŠMU se na něj přihlašují i studenti ostatních slovenských vysokých a středních škol s filmovým zaměřením. Dále zve Áčko domácí a zahraniční hosty, pořádá „master classy“ a diskuse.

## FK 35mm
Filmový klub 35 mm působí na Filmové a televizní fakultě VŠMU se základním cílem nabízet otevřený prostor různorodým aktivitám z oblasti audiovizuální kultury. Organizaci a dramaturgii klubu zajišťují studenti školy - zpravidla každá projekce je uvedena filmovým teoretikem působícím na škole. Klub dosud uspořádal desítky projekcí studentských filmů, neprofesionální tvorby a audiovizuálních prohlídek ve spolupráci se zahraničními kulturními instituty. Také spolupracuje s filmovými festivaly jako jsou FebioFest, Fest Anča, Jeden svet a jiné.

## Oral History
Projekt Oral history vznikl v roce 2007. Je prací studentů Katedry audiovizuálních studií ve spolupráci se studenty realizačních ateliérů. Zprvu byl tento projekt doplňkovým vyučovacím programem k předmětu Dějiny slovenského filmu. V roce 2010 získal projekt pod názvem Oral history - Audiovizuální záznamy památníků slovenské kinematografie dvouletou grantovou podporu z Ministerstva školství SR. V roce 2012 byl projekt, v některých aspektech inovovaný a posunutý blíže k odborné (i laické) veřejnosti, opět podpořen Ministerstvem školství. Pokračuje pod názvem Online lexikon slovenských filmových tvůrců - doplňování dějin slovenské kinematografie prostřednictvím metody orální historie. Výstupy projektu jsou primárně audiovizuálně zpracované rozhovory s osobnostmi slovenské kinematografie (jejich výpovědi jako žijících svědků, účastníků konkrétní doby, dějinné události, procesu) a jejich přepis do elektronické podoby.